# Gouloux
Gouloux ist eine französische Gemeinde mit 161 Einwohnern (Stand 1. Januar 2022) im  Département Nièvre in der Region Bourgogne-Franche-Comté (vor 2016 Bourgogne). Sie gehört zum Arrondissement Château-Chinon (Ville) und zum Kanton Château-Chinon (bis 2015 Montsauche-les-Settons).

## Geographie
Gouloux liegt etwa 70 Kilometer ostnordöstlich von Nevers im Morvan. Umgeben wird Gouloux von den Nachbargemeinden Saint-Brisson im Norden und Osten, Alligny-en-Morvan im Osten und Südosten, Moux-en-Morvan im Süden und Südosten, Montsauche-les-Settons im Süden und Westen sowie Dun-les-Places im Nordwesten.

## Bevölkerungsentwicklung
| Jahr                       | 1962 | 1968 | 1975 | 1982 | 1990 | 1999 | 2006 | 2011 | 2016 |
| -------------------------- | ---- | ---- | ---- | ---- | ---- | ---- | ---- | ---- | ---- |
| Einwohner                  | 252  | 243  | 205  | 201  | 215  | 195  | 209  | 192  | 183  |
| Quellen: Cassini und INSEE |      |      |      |      |      |      |      |      |      |

## Sehenswürdigkeiten
- Kirche Notre-Dame-de-la-Nativité